# 慧科訊業
慧科訊業有限公司，簡稱慧科訊業，是香港的線上服務供應商，於1998年成立。該公司的起源為1992年香港中文大學工程學院的六名學生開始研發的技術「中文全文檢索系統」和「ENMPS排版轉換系統」。之後中大訊息網絡研究所的其中一個科研項目以前者為基礎，把它進一步發展成數碼新聞搜尋器，由林永君任該項目的經理。
1998年7月，慧科訊業在該六人的合作下成立，行政總裁同由林永君任職。林永君當時了解到不少企業會以人手剪報的方式把報章流傳，認為此舉會花費人手和空間，於是便想到要建立一個電子資料庫，以之取代上述過程。慧科訊業因此推出剪報服務「電子剪報」。2004年，林永君退下行政總裁的位置。而行政總裁一職則交由曾在美林证券任職的車慧詩接任。及後慧科訊業亦有推出企業輿情監測、廣告監測、慧科指數等產品，並有涉足人工智能領域——如在2016年推出以人工智能預測股票走向的商用產品「WiseSignal」，以及在2023年跟香港科技大學商學院一起合作推出，以人工智能預測旅遊熱度的「慧科科大旅遊指數」。

## 歷史

### 創立
1992年，香港中文大學工程學院的六名學生開始研發日後用於慧科的技術「中文全文檢索系統」和「ENMPS排版轉換系統」。前者能夠以關鍵字搜尋文章和由系統為它們建立索引，後者則能夠把排版格式轉換。之後中大訊息網絡研究所的其中一個科研項目以「中文全文檢索系統」為基礎，把它進一步發展成數碼新聞搜尋器，由林永君任該項目的經理。1995年，工業資助計劃撥款予報業界，推動他們把報章數碼化，為將來建立資料庫定下基礎。
在公司成立之前，中大校方和該團隊對怎樣把技術商業化沒有一個明確方向。最終以慧科訊業擁有產品獨家版權，創始人成為中大榮譽職員，並租用中文大學生物科技研究院作公司總部的方式作結。1998年7月，慧科訊業在該六人的合作下成立，並得到香港中文大學基金會注資，兩方合共投資金額為100萬港元。行政總裁同由林永君任職。當時他了解到不少企業會以人手剪報的方式把報章流傳，認為此舉會花費人手和空間，於是便想到要建立一個電子資料庫，以之取代上述過程。公司10月開放給約30至40名用戶試用剪報服務「電子剪報」（WiseNews），當中報章內容由香港10間報館跟慧科合作的情況下提供，該公司的系統會在報館把報導傳送給慧科後自動為它們分類。12月3日，慧科訊業舉辦開幕禮，並正式向市面推出面向商業用戶的「電子剪報」。同期開設能讓人免費搜尋香港線上新聞超連結的網站「電子報攤」。

### 成長
1999年9月，香港政府透過華登國際投資集團向慧科訊業注資100萬美元。2000年初，它宣布將同時在北京和台灣成立辦事處，並在當地設立伺服器。7月兩地辦事處成立。慧科在當年曾有上市計劃，但林永君認為沒有迫切性。2001年，跟專注於商業及法律資訊的LexisNexis形成結盟關係。它最遲在2002年不再提供免費服務。次年「慧科新聞資料庫」已成為全球最大型的中文新聞資料庫，在7月時其電子剪報服務收錄了過千份報章。到了2004年時已獲風險基金投資共700萬美元。同年林永君退下行政總裁的位置，改任營運總監。而行政總裁一職則交由曾在美林证券任職的車慧詩接任。
2000年代初期，它亦開發出數項技術，如自動歸類、調子分析、摘要製作——分別能讓系統根據關聯詞組建立分類、分析文章語氣、生成文章摘要，上述技術在「慧科Wisers知識管理與內容服務系統」獲得2006年度中国计算机学会創新獎入圍獎時得到讚賞。2005年至2009年期間，慧科訊業推出企業輿情監測、廣告監測、慧科指數等產品，慧科搜索亦有升級。林永君在2008年時已不再在慧科訊業任職。次年慧科訊業因應香港通識科開展，而設立相關收費學習平台「WiseLearning」，提供多則跟課程內容有關的新聞予用家閱讀。車慧詩同年成為了北京文化發展研究院的「中華十大財智人物」之一。
次年通識教育教師聯會根據10多間中學的投訴，向慧科訊業反映「WiseLearning」加價幅度過高，而且銷售手法不當。後來教師聯會向傳媒表示慧科已根據他們的建議作多項復原承諾。2011年，跟復旦大學傳媒與輿情調查中心合作，向中心提供資訊。2014年1月9日，它因應公司成立15週年，而舉辦酒會。當時它有超過700名員工。慧科最遲在同年開始聚焦發展人工智能技術。2016年初推出商用產品「WiseSignal」，開始嘗試以人工智能技術分析網民及股評人的情感，以此預測股票走向。2020年跟香港浸會大學計算機科學系和新聞系結成長期戰略合作關係，向該兩學系提供數據，並共同研究人工智能。2023年跟香港科技大學商學院一起合作推出「慧科科大旅遊指數」，以人工智能分析網上數據，預測某地的旅遊熱度。

## 收入
慧科訊業自創立起便主要依靠企業的訂閱獲利。林永君表示這一營利模式源於跟雅虎同一時期上市的網站Newsedge。2001年1月，該公司的月收入為150萬。4月，香港版權條例正式生效。由於當中用字不具體，所以不少私人機構不再作私人剪報，改用慧科剪報，令慧科訊業收入增加至少3成。條例在7月凍結後，慧科的收入下降了至少2成。同年香港複印授權協會制定了針對商業機構在作商業活動時複印報章的收費標準，令慧科預計這會令更多機構訂閱該公司的服務。不過同年12月已錄得逾百萬元的虧損。其背後原因在於科網股爆破令有購入慧科服務的企業倒閉或無法按合約支付費用。2003年開始錄得收支平衡。2006年時估計月營業額為千萬元以上，不過同年9月慧科修正指營業額不足千萬元。

## 外部連結
- 官方网站